# Taiwan-Unabhängigkeitspartei

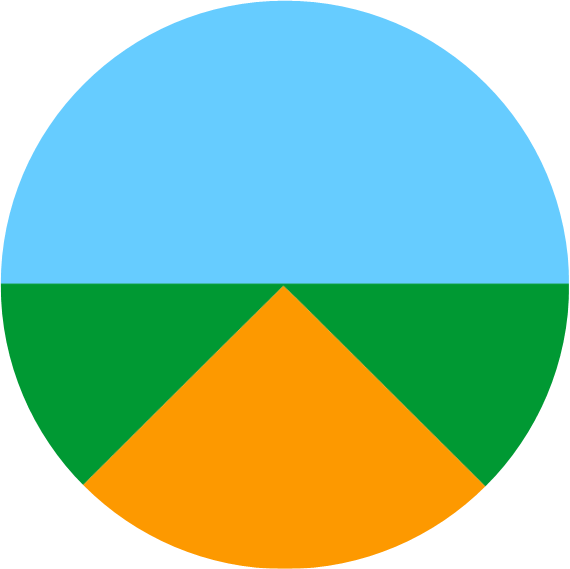
Symbol der Taiwan-Unabhängigkeitspartei

Die Taiwan-Unabhängigkeitspartei (TAIP, chinesisch 建國黨, W.-G. Jiànguódǎng, englisch Taiwan Independence Party), eigentlich wörtlich Partei des nationalen Aufbaus, war eine zwischen 1996 und 2020 existierende kleine politische Partei in der Republik China auf Taiwan. Sie trat für eine vollständige und konsequente Unabhängigkeit Taiwans von der Volksrepublik China ein.

## Parteigeschichte
Die Partei wurde am 6. Oktober 1996 gegründet. Der chinesische Name der Partei bedeutete „Partei des nationalen Aufbaus“. International wurde die Partei unter dem Namen Taiwan Independence Party („Taiwan-Unabhängigkeitspartei“, TAIP) bekannt. Entscheidend an der Gründung beteiligt waren Mitglieder der ‚Taiwanischen Vereinigung von Universitätsprofessoren‘ (Taiwan Association of University Professors, TAUP). In dieser Akademikerassoziation waren Lin Shan-tien und Li Yung-chih (beide Hochschullehrer an der Nationaluniversität Taiwan) sowie Chuang Chi-ming (von der Tamkang-Universität) die prominentesten Personen und ersterer wurde der Sprecher der neuen Partei. Bis 1995 waren diese Professoren aktive Anhänger und Mitglieder der Demokratischen Fortschrittspartei (DPP) gewesen und hatten für diese aktiv an Wahlkampfveranstaltungen mitgewirkt. Bei der ersten Direktwahl des Präsidenten am 23. März 1996 hatte Peng Ming‑min, der Kandidat der DPP, nur enttäuschende 21,1 % der Stimmen erreicht, während Lee Teng-hui, der Kandidat der Kuomintang die Wahl mit 54 % Stimmenmehrheit gewann. Auch bei der knapp drei Monate zuvor erfolgten Wahl des Legislativ-Yuans 1995 hatte die DPP stimmenmäßig zwar zugelegt, lag aber mit 33,4 % der Stimmen weit hinter der Kuomintang, die 46,1 % gewann. In Reaktion auf die unbefriedigenden Wahlergebnisse schlug die DPP-Führungsspitze unter Shih Ming-teh und Hsu Hsin-liang einen anderen Kurs ein. Statt des bisherigen eher konfrontativen Kurses versuchte die DPP nun vereinzelt, politische Zweckbündnisse mit den politischen Kontrahenten Kuomintang und Xindang abzuschließen. Diese Politik wollten wiederum einige Anhänger der DPP nicht mittragen und sahen dies als prinzipienloses Taktieren und als eine Aufgabe des Ziels der vollständigen Unabhängigkeit Taiwans an. In einem DPP-Parteimanifest vom Mai 1996 war zu lesen, dass „die taiwanische Unabhängigkeit nicht notwendigerweise erfordere, dass der Staatsname in ‚Taiwan‘ geändert“ werde und dass „der Landesname, die Flagge und die Nationalhymne keine entscheidenden Ziele der taiwanischen Unabhängigkeitsbewegung“ seien. Als im Frühjahr 1996 der neue DPP-Parteivorsitzende Hsu Hsing-liang der Kuomintang die Bildung einer Koalitionsregierung vorschlug, war für einige DPP-Anhänger die Grenze des Tolerierbaren überschritten und sie schritten zur Gründung einer eigenen Partei, der TAIP.

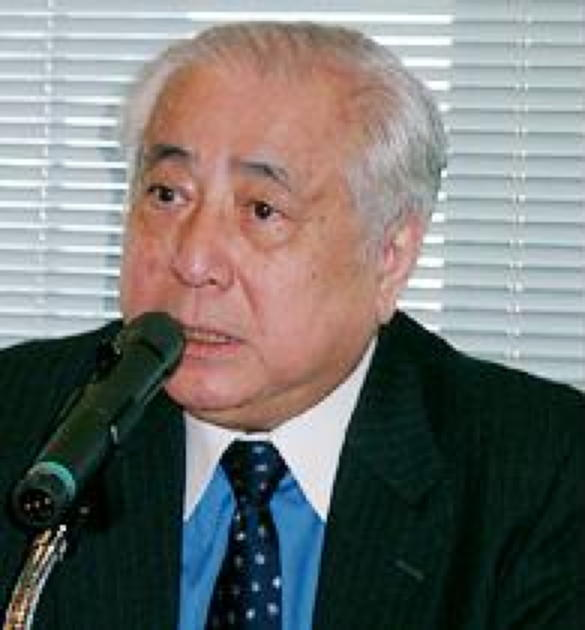
Koh Se-kai, von 1997 bis 1998 Vorsitzender der TAIP

Die TAIP vertrat einen noch konsequenteren und kompromissloseren Unabhängigkeitsstandpunkt als die DPP und begründete dies damit, dass Taiwan nicht erst seit 1895 (dem Beginn der 50-jährigen japanischen Herrschaft über Taiwan), sondern schon immer eine von Festlandchina unterschiedliche Kultur gehabt habe. Die Taiwaner seien ein „ozeanisches“, weltoffenes, individualistisches Volk, eine Einwanderergesellschaft mit vielfältiger, auch westlich beeinflusster Kultur (historisch durch Portugiesen, Niederländer, in neuerer Zeit USA), während die Festlandchinesen vergleichsweise konservativ, kollektivistisch und traditionell-autoritär geprägt seien.
Bei der Wahl zum Legislativ-Yuan 1998 gewann die TAIP 145.118 Stimmen (1,45 %) und blieb damit unter der geltenden 5-Prozent-Hürde, konnte aber ein Direktmandat gewinnen und war in der folgenden Legislaturperiode mit einem Abgeordneten im Legislativ-Yuan vertreten. Nachdem Chen Shui-bian, der Kandidat der DPP die Präsidentenwahl am 7. April 2000 gewonnen hatte, kam es zu einer Austrittswelle prominenter Funktionäre aus der TAIP. Unter anderen verließen der frühere TAIP-Generalsekretär „Stephen“ Lee Sheng-hsiung, der ehemalige TAIP-Vorsitzende Lee Chen-yuan und der ehemalige Generalsekretär „Ben“ Wei Jui-min die Partei. Ihren Austritt begründeten sie damit, dass mit der Präsidentschaft Chen Shui-biens das historische Ziel der Unabhängigkeitsbefürworter erreicht sei und die Partei daher ihre Existenzgrundlage verloren habe.
Im August 2001 wurde außerdem die Taiwanische Solidaritätsunion gegründet, die ebenfalls einen entschiedenen pro-Unabhängigkeitskurs verfolgte und viele Unabhängigkeitsbefürworter hinter sich scharte. Bei der folgenden Wahl 2001 gewann die TAIP nur noch 1.382 Stimmen (0,1 %) und gewann kein Mandat mehr. Danach war die Partei weitgehend politisch bedeutungslos bzw. wurde durch die ideologisch sehr ähnliche Taiwanische Solidaritätsunion abgelöst. Am 29. April 2020 strich das taiwanische Innenministerium die Partei aus dem amtlichen Parteiregister.